# Équipe du Zimbabwe des moins de 17 ans de football
Maillots
L'équipe du Zimbabwe des moins de 17 ans est une sélection de joueurs de moins de 17 ans au début des deux années de compétition placée sous la responsabilité de la Fédération du Zimbabwe de football. Elle participe à quatre reprises à la Coupe d'Afrique des nations des moins de 17 ans mais n'a jamais participé à la Coupe du monde de football des moins de 17 ans.

## Parcours en Coupe d'Afrique des nations des moins de 17 ans
- 1995 : Non qualifié
- 1997 : 1er tour
- 1999 : 1er tour
- 2001 : Non qualifié
- 2003 : Non qualifié
- 2005 : 1er tour
- 2007 : Non qualifié
- 2009 : 1er tour
- 2011 : Forfait
- 2013 : Forfait
- 2015 : Non inscrit
- 2017 : Forfait
- 2019 : Non qualifiée
- 2023 : Non inscrit

## Parcours en Coupe du monde des moins de 17 ans
| - 1985 : Non qualifié - 1987 : Non qualifié - 1989 : Non qualifié - 1991 : Non qualifié - 1993 : Non qualifié - 1995 : Non qualifié - 1997 : Non qualifié - 1999 : Non qualifié - 2001 : Non qualifié - 2003 : Non qualifié |  | - 2005 : Non qualifié - 2007 : Non qualifié - 2009 : Non qualifié - 2011 : Non qualifié - 2013 : Non qualifié - 2015 : Non qualifié - 2017 : Non qualifié - 2019 : Non qualifié - 2023 : Non qualifié |